# 卡尔杰盖
卡尔杰盖（義大利語：Cargeghe），是意大利萨萨里省的一个市镇。总面积12.07平方公里，人口627人，人口密度51.9人/平方公里（2009年）。ISTAT代码为090022。